# Amt Züssow
La comunità amministrativa di Züssow (Amt Züssow) appartiene al circondario della Pomerania Anteriore-Greifswald, nel Meclemburgo-Pomerania Anteriore, in Germania.

## Suddivisione
Comprende i seguenti comuni (abitanti il 31 dicembre 2022):
1. Bandelin (539)
2. Gribow (138)
3. Groß Kiesow (1 279)
4. Groß Polzin (404)
5. Gützkow, Città (2 974)
6. Karlsburg (1 874)
7. Klein Bünzow (679)
8. Murchin (785)
9. Rubkow (616)
10. Schmatzin (295)
11. Wrangelsburg (250)
12. Ziethen (439)
13. Züssow * (1 314)

Il capoluogo è Züssow.